# Араратян, Саркис Шахназарович
Саркис Шахназарович Араратян (арм. Սարգիս Արարատեան, 1 октября 1884—1943) — химик, общественный деятель, член Всероссийского учредительного собрания, министр финансов, министр общественной помощи и министр внутренних дел Первой Республики Армении.

## Биография
Саркис Араратян получил образование химика. Он был первым выпускником местной приходской школы, который получил дальнейшее образование в русской городской школе[какой?].
Обучался естественным наукам в Женевском университете, специализируясь в области химии.
Возглавлял нефтяные компании в нефтяной промышленности компании[где?]. Заместитель директора химического завода и начальник химического отдела.
Согласно одним данным в конце 1917 года был избран в Учредительное Собрание по Закавказскому избирательному округу по списку № 4 (партия «Дашнакцутюн»), однако в других достаточно полных источниках его имени нет в списках избранных депутатов.
В 1918 году избран членом Бакинского городского Совета, направлен в Персию на переговоры о будущем города Баку. В конце 1918 года переехал в Эривань.
В 1919 году избран членом Национального собрания, состоял в Бюро АРФД (Дашнацутюн). 5 мая 1919 года былизбран вице-председателем Национального Собрания.
С 5 августа 1919 по 5 мая 1920 года — министр финансов Демократической Республики Армения в правительстве Александра Хатисова.
5 мая 1920 года назначен министром общественной помощи в кабинете Амо Оганджаняна, оставался в этой должности до отставки кабинета 23-24 ноября 1920.
Министр внутренних дел — с сентября по ноябрь 1920 года.

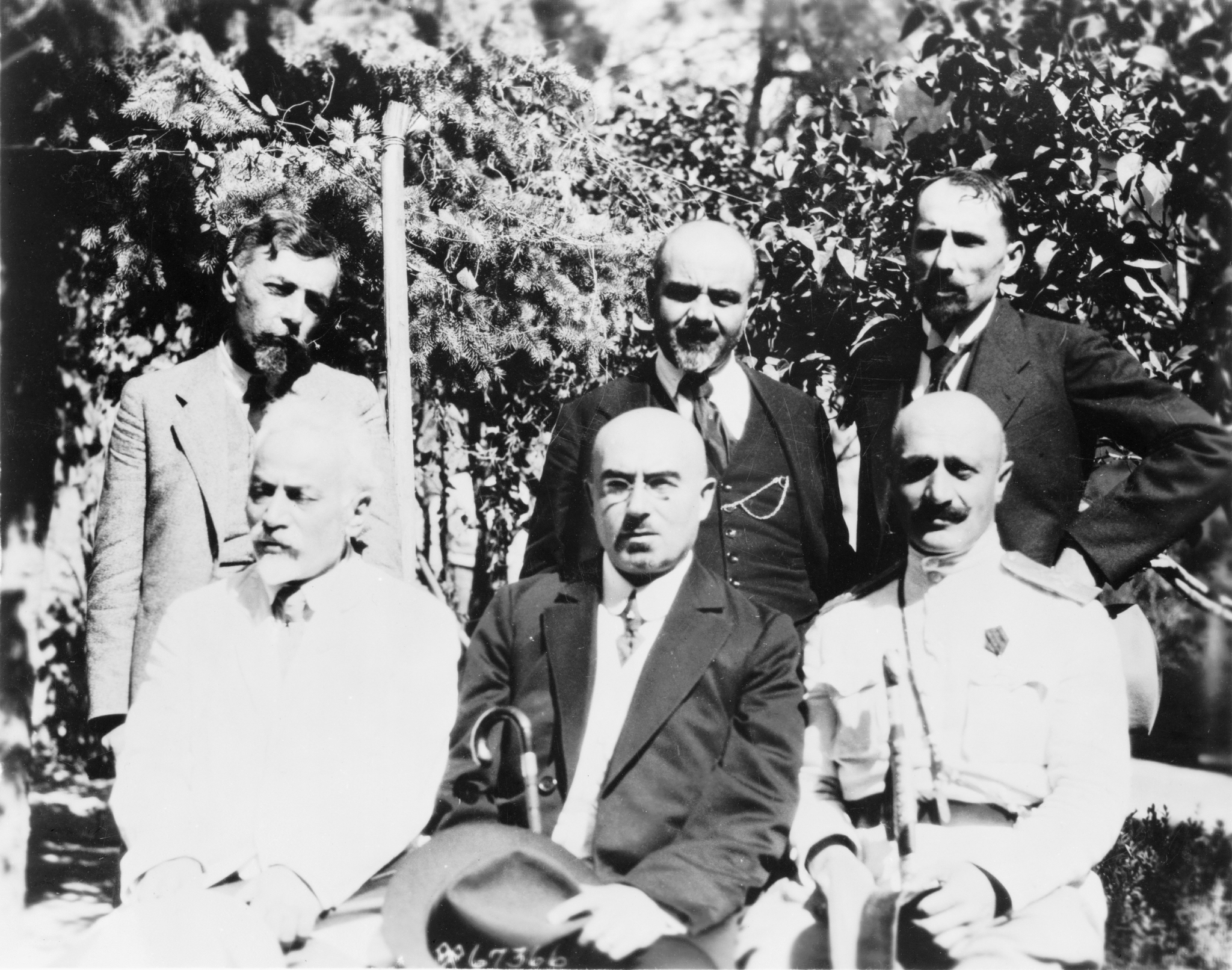
Члены 2-го правительства ДРА (Хатисова), 1 октября 1919. Слева направо, сидят: А. Саакян, А. Хатисов, Х. Араратов; стоят: Н. Агбалян, A. Гюлханданян, C. Араратян.

После советизации Армении перебрался в Бухарест, где в 1940—1941 годах его посетил Гарегин Нжде, когда позднее он занимался расследованием вопроса об отношении нацистской армии к армянам.
В первые дни Второй мировой войны, несмотря на решение «Дашнакцутюн» не поддерживать нацистские силы с надеждой на достижение независимости Армении, он стал членом комиссии из 5 членов — Ваган Папазян, Давидханян, Эфрем Саркисян, Саргис Араратян и Драстамат Канаян, которые должны были наладить отношения между Центральным офисом «Дашнакцутюн» в Париже и фашистской Италией. Позже Саркис Араратян покинул комиссию, признав официальную позицию партии «Дашнакцутюн» не поддерживать нацистов.
В 1943 году Саркис Араратян умер в Бухаресте.

### Рекомендуемые источники
- Հայ Հանրագիտակ, Հ. Մկրտիչ Վարդ. Պոտուրեան, 1938, Պուքրէշ, Հատոր Բ., էջ 263: